# Ератостеново сито
У математици Ератостеново сито је поступак за одређивање простих бројева мањих од неког задатог броја n. Креирао га је Ератостен, старогрчки математичар.

## Алгоритам
- 1. Напишите све бројеве од 2 до n
- 2. Почевши од првог броја на списку (двојка) прецртајте са списка све бројеве дељиве са два и упишите да је двојка прост број.
- 3. Понављајте поступак са следећим непрецртаним бројем m. Дакле, прецртајте све бројеве дељиве са m, а њега самог обележите да је прост.

Напомена: Постоје ефикаснији алгоритми за проверу да ли је неки одређени број прост. Ератостеново сито налази све просте бројеве до неког броја.

### Модификација
- 1. Из разматрања можемо избацити парне бројеве веће од 2 јер су сви они сложени. Тако је први број чије садржаоце тражимо 3, а не 2.
- 2. б) Поступак прецртавања бројева почињемо од m² јер су сви бројеви мањи од m² већ избрисани.
- 3. б) Чим нађемо прост број m такав да је m²>n немамо потребу за даљим брисањем. Сви преостали бројеви су прости!

У програмском језику Pascal програм би изгледао :
```
program
 
Eratosten
;

var
  
A
:
array
[
1
..
100
]
 
of
 
integer
;

     
K
:
array
[
1
..
100
]
 
of
 
boolean
;

     
i
,
n
,
x
:
integer
;

begin

   
readln
(
n
)
;

   
for
 
i
:=
2
 
to
 
n
 
do

   
begin

      
A
[
i
]
:=
i
;

      
K
[
A
[
i
]]
:=
true
;

   
end
;

   
i
:=
2
;

   
while
 
(
i
*
i
<=
n
)
 
do

   
begin

      
x
:=
i
;

      
while
 
(
x
<
n
)
 
do

      
begin

         
x
:=
x
+
a
[
i
]
;

         
if
 
(
x
>=
n
)
 
then
 

         
begin

         
x
:=
x
-
A
[
i
]
;

         
break
;

         
end
;

         
K
[
a
[
x
]]
:=
false
;

      
end
;

      
i
:=
i
+
1
;

   
end
;

   
for
 
i
:=
2
 
to
 
n
 
do

     
If
 
K
[
a
[
i
]]
=
true
 
then

        
writeln
(
a
[
i
])
;

end
.

```

### Пример
- Желимо да нађемо све просте бројеве до 120. Напишемо на папир бројеве од 2 до 120.
- Двојка је прост број. Избришемо све парне бројеве.
- Следећи број на списку је тројка. Обележимо и њу да је проста. Са списка бришемо 9,15,21,27,...
- Следећи број на списку је петица. И то је прост број. Са списка бришемо 25,35,55,65,85,95,115
- Следећа нам је на списку седмица. У списку простих бројева имамо за сада 2,3,5 и 7. Бришемо са списка 49, 77, 91 и 119. Напомена: 56, 63, 70, 84, 98, 105 и 112 су већ раније избрисани.
- Следећи број је 11. Како је 11²>120 то обележавамо да су сви преостали бројеви прости. То су 11, 13, 17, 19, 23, 29, 31, 37, ...